# Легка атлетика на літній Спартакіаді УРСР 1975
Змагання з легкої атлетики на VII літній Спартакіаді УРСР відбулись з 29 червня по 2 липня у Києві на Центральному стадіоні. За традицією, на змаганнях одночасно були розіграні медалі чемпіонату УРСР з легкої атлетики.
Змагання за програмою VI Спартакіади УРСР були присвячені 30-річчю перемоги у Великій Вітчизняній війні. Спартакіадні старти передували легкоатлетичній матчевій зустрічі збірних СРСР, США та Болгарії, внаслідок чого велика група провідних спортсменів республіки у Спартакіаді не стартувала через підготовку до цієї зустрічі.
Наталія Носенко поліпшила рекорд республіки у штовханні ядра — 18,30.
У командному заліку сильнішими виявилися кияни (745 очок), на другому місці — Донецька область (649,3), на третьому — Харківська (538,5).
Республіканські чемпіонати з інших дисциплін легкої атлетики, в тому числі за програмою Спартакіади УРСР, були проведені окремо.

## Основна програма Спартакіади

### Чоловіки
| Дисципліни                | Золото                                                                        | Золото    | Срібло                                                                               | Срібло    | Бронза                                                                       | Бронза    |
| ------------------------- | ----------------------------------------------------------------------------- | --------- | ------------------------------------------------------------------------------------ | --------- | ---------------------------------------------------------------------------- | --------- |
| 100 метрів                | Валерій Борзов Київ-2                                                         | 10,1      | Валерій Ратушний Київ-1                                                              | 10,5      | Валерій Фарафонов Дніпропетровська обл.                                      | 10,5      |
| 200 метрів                | Олексій Голоурний Київ-2                                                      | 21,0      | Євген Олешко Дніпропетровська обл.                                                   | 21,3      | Віктор Вдовиченко Львівська обл.                                             | 21,3      |
| 400 метрів                | Микола Явтушенко Вінницька обл.                                               | 47,1      | Сергій Щеголєв Дніпропетровська обл.                                                 | 47,8      | А. Якушкін Київ-2                                                            | 47,9      |
| 800 метрів                | Анатолій Печериця Кримська обл.                                               | 1.47,9    | Євген Аржанов Київ-2                                                                 | 1.49,0    | Микола Кривопатько Львівська обл.                                            | 1.49,3    |
| 1500 метрів               | Володимир Пантелей Харківська обл.                                            | 3.42,6    | Юрій Корченков Кримська обл.                                                         | 3.43,0    | Анатолій Недибалюк Вінницька обл.                                            | 3.43,4    |
| 5000 метрів               | Володимир Бєлянкін Запорізька обл.                                            | 14.21,0   | М. Вакур Вінницька обл.                                                              | 14.21,6   | В. Гумець Львівська обл.                                                     | 14.22,0   |
| 10000 метрів              | Віктор Балашов Вінницька обл.                                                 | 29.34,0   | Павло Андреєв Львівська обл.                                                         | 29.34,2   | Є. Слюсаренко Херсонська обл.                                                | 29.35,0   |
| 110 метрів з бар'єрами    | Микола Авілов Одеська обл.                                                    | 14,0      | Євген Мазепа Одеська обл.                                                            | 14,1      | Олександр Бондаренко Одеська обл.                                            | 14,2      |
| 400 метрів з бар'єрами    | Володимир Нагайник Донецька обл.                                              | 50,7      | Анатолій Прокошин Дніпропетровська обл.                                              | 51,0      | Валерій Машковський Київ-2                                                   | 51,2      |
| 3000 метрів з перешкодами | Леонід Онучин Кримська обл.                                                   | 8.34,8    | Іван Кабанов Київська обл.                                                           | 8.37,2    | Юрій Мрачковський Черкаська обл.                                             | 8.42,2    |
| 4×100 метрів              | Київ-2Олександр Синицин Віталій Цехович В. Булатов Олексій Голоурний          | 40,5      | Дніпропетровська обл.Валерій Фарафонов А. Тітенко Євген Олешко В. Арнаутов           | 40,7      | Харківська обл.В. Шевякін Ігор Калінін В. Солоненко Віктор Зорькін           | 41,1      |
| 4×400 метрів              | Дніпропетровська обл.В. Китаєв Євген Баралей Анатолій Прокошин Сергій Щеголєв | 3.11,4    | Донецька обл.Володимир Павленко Валерій Шкоткін Володимир Нагайник Анатолій Караулов | 3.11,8    | Кримська обл.Юрій Акимочкін Анатолій Решетняк С. Добровольський Юрій Шмельов | 3.11,8    |
| Ходьба 20000 метрів       | Борис Яковлєв Київ-2                                                          | 1:33.29,6 | Анатолій Соломін Київ-2                                                              | 1:33.53,2 | Віктор Кучма Ворошиловградська обл.                                          | 1:35.18,0 |
| Стрибки у висоту          | Марк Желнов Дніпропетровська обл.                                             | 2,18      | Сергій Сенюков Чернівецька обл.                                                      | 2,15      | Володимир Кіба Київ-2                                                        | 2,15      |
| Стрибки з жердиною        | Юрій Прохоренко Київська обл.                                                 | 5,30      | Євген Тананика Харківська обл.                                                       | 5,00      | В. Омельченко Київ-2                                                         | 4,90      |
| Стрибки в довжину         | Анатолій Ільїн Київська обл.                                                  | 7,88      | Едуард Вацнер Донецька обл.                                                          | 7,71      | І. Селезньов Ворошиловградська обл.                                          | 7,61      |
| Потрійний стрибок         | Геннадій Ковтунов Донецька обл.                                               | 16,20     | Леонід Прокопчук Київ-1                                                              | 16,17     | Анатолій Бойко Донецька обл.                                                 | 16,14     |
| Штовхання ядра            | Анатолій Ярош Ворошиловградська обл.                                          | 19,09     | Леонід Смелаш Київ-1                                                                 | 18,24     | Анатолій Аронов Полтавська обл.                                              | 17,85     |
| Метання диска             | Віктор Журба Ворошиловградська обл.                                           | 59,26     | Леонід Букарєв Київська обл.                                                         | 58,10     | Анатолій Філоненко Київ-2                                                    | 57,44     |
| Метання молота            | Юрій Сєдих Київ-2                                                             | 72,20     | А. Максимов Київ-1                                                                   | 70,26     | Валерій Валентюк Харківська обл.                                             | 69,48     |
| Метання списа             | Анатолій Жеребцов Одеська обл.                                                | 77,44     | Валерій Бєлан Одеська обл.                                                           | 76,91     | Володимир Хорун Харківська обл.                                              | 76,50     |

### Жінки
| Дисципліни             | Золото                                                                 | Золото   | Срібло                            | Срібло | Бронза                                                             | Бронза |
| ---------------------- | ---------------------------------------------------------------------- | -------- | --------------------------------- | ------ | ------------------------------------------------------------------ | ------ |
| 100 метрів             | Тетяна Пророченко Запорізька обл.                                      | 11,7     | Наталія Писаревська Донецька обл. | 11,7   | І. Кудрявцева Харківська обл.                                      | 11,8   |
| 200 метрів             | Валентина Лісовська Кримська обл.                                      | 24,9     | Н. Коваленко Черкаська обл.       | 24,9   | Т. Моросова Донецька обл.                                          | 25,0   |
| 400 метрів             | Людмила Аксьонова Київ-2                                               | 53,4     | Наталія Липова Закарпатська обл.  | 54,6   | Ніна Зюськова Донецька обл.                                        | 55,0   |
| 800 метрів             | Ніна Моргунова Ворошиловградська обл.                                  | 2.02,2   | Ольга Вахрушева Донецька обл.     | 2.03,4 | Надія Забожко Донецька обл.                                        | 2.04,4 |
| 1500 метрів            | Галина Лук'янчук Житомирська обл.                                      | 4.16,8   | Ганна Криніна Хмельницька обл.    | 4.20,8 | Людмила Сорока Київ-2                                              | 4.23,6 |
| 100 метрів з бар'єрами | Надія Ткаченко Донецька обл.                                           | 13,0     | Людмила Шурхал Запорізька обл.    | 13,4   | Оксана Уханська Львівська обл.                                     | 13,6   |
| 4×100 метрів           | Ворошиловградська обл.Л. Скакун С. Кайдаш Тетяна Скачко Олена Калініна | 46,4     | Харківська обл.                   | 46,4   | Донецька обл.Л. Мосягина Т. Моросова Л. Кошова Наталія Писаревська | 46,5   |
| 4×400 метрів           | Донецька обл.Галина Янченко Г. Гуляєва Ольга Вахрушева Ніна Зюськова   | 3.42,9   | Черкаська обл.                    | 3.48,2 | Одеська обл.                                                       | 3.49,0 |
| Стрибки у висоту       | Надія Осколок Київ-2                                                   | 1,82     | Тамара Галка Одеська обл.         | 1,80   | Світлана Орлова Ворошиловградська обл.                             | 1,80   |
| Стрибки в довжину      | Надія Ткаченко Донецька обл.                                           | 6,39     | Валентина Московченко Київ-2      | 6,21   | Людмила Іванова Ворошиловградська обл.                             | 6,18   |
| Штовхання ядра         | Наталія Носенко Київ-2                                                 | 18,30 NR | Віра Цапкаленко Одеська обл.      | 17,40  | Нуну Абашидзе Одеська обл.                                         | 17,24  |
| Метання диска          | Валентина Кузьменко Донецька обл.                                      | 58,64    | Надія Хроленкова Київ-2           | 57,26  | Валентина Однорог Київ-2                                           | 56,96  |
| Метання списа          | Людмила Задко Київ                                                     | 50,02    | Валентина Еверт Харківська обл.   | 49,56  | Г. Безпалова Полтавська обл.                                       | 49,08  |

## Інші чемпіонати
- Чемпіонат УРСР з кросу був проведений 6 квітня у Черкасах у лісопарку «Соснівка».
- Чемпіонат УРСР з легкоатлетичних багатоборств у межах програми Спартакіади УРСР був проведений 5 травня в Миколаєві.
- Чемпіонат УРСР з марафонського бігу та шосейної спортивної ходьби на 50 кілометрів серед чоловіків у межах програми Спартакіади УРСР був проведений 20 квітня в Ужгороді.

### Чоловіки
| Дисципліни    | Золото                            | Золото    | Срібло                        | Срібло    | Бронза                                | Бронза    |
| ------------- | --------------------------------- | --------- | ----------------------------- | --------- | ------------------------------------- | --------- |
| Крос 8 км     | Микола Вакар Вінницька обл.       | 22.28,4   |                               |           |                                       |           |
| Крос 14 км    | Віктор Балашов Вінницька обл.     | 40.50,2   |                               |           |                                       |           |
| Десятиборство | Леонід Литвиненко Київ            | 7789      | Юрій Бесараб Чернівецька обл. | 7672      | Володимир Бугай Київська обл.         | 7586      |
| Марафон       | Анатолій Стрілець Запорізька обл. | 2:16.19,0 | Петро Теребус Волинська обл.  | 2:17.53,0 | Григорій Литовченко Чернігівська обл. | 2:18.10,0 |
| Ходьба 50 км  | Юрій Андрющенко Київ              | 4:08.42,6 | Петро Мельник Львівська обл.  | 4:11.22,0 | С. Гармаш Харківська обл.             | 4:16.10,4 |

### Жінки
| Дисципліни   | Золото                         | Золото  | Срібло                                   | Срібло | Бронза                                    | Бронза |
| ------------ | ------------------------------ | ------- | ---------------------------------------- | ------ | ----------------------------------------- | ------ |
| Крос 2 км    | Тамара Галанюк Рівненська обл. | 6.21,8  |                                          |        |                                           |        |
| Крос 3 км    | Раїса Катюкова Київська обл.   | 10.16,0 |                                          |        |                                           |        |
| П'ятиборство | Надія Ткаченко Донецька обл.   | 4567    | Катерина Гордієнко Дніпропетровська обл. | 4160   | Наталія Прокопченко Дніпропетровська обл. | 4010   |